# Sedlice (Eslováquia)
Sedlice (em húngaro: Szedlice) é um município da Eslováquia, situado no distrito de Prešov, na região de Prešov. Tem 15,57 km² de área e sua população em 2018 foi estimada em 1.026 habitantes.

## Demografia
| Ano:        | 1994 | 2004   | 2014   | 2024    |
| ----------- | ---- | ------ | ------ | ------- |
| Broj ljudi: | 1017 | 1040   | 1057   | 939     |
| Razlika:    |      | +2,26% | +1,63% | -11,16% |

| Ano:               | 2023 | 2024   |
| ------------------ | ---- | ------ |
| Número de pessoas: | 956  | 939    |
| Diferença:         |      | -1,77% |